# 六本木野獣会 (テレビドラマ)
六本木野獣会は、日本テレビ系列の深夜ドラマ枠のshin-Dにおいて2001年7月2日から7月30日までテレビ放映された作品である。

## あらすじ
日本の高度経済成長が進み始め東京タワーが完成した翌年の1959年、憂鬱な日々を送っていた高校生のナオトは俳優を志し夢を持つがそれもうまくいかずにいた。そんなある日、若い男女が狂ったように踊っている通称六本木野獣会の溜まり場である、六本木のライブ『レオス』に遭遇し強烈な衝撃を受ける。実は野獣会は世間的には不良集団と見なされていたが仲間にウソをつかないということが唯一の掟となって、それぞれの夢を見る若者たちの集団だったのだ。ロカビリーバンドのドラムをやっているリーダー的な存在の修司、修司と同じくリーダー格の紅子、写真家兼モデルのポー、その恋人で女優の卵のシュシュ、デザイナー志望のりん、歌手を夢見るノリの軽いチャラたち。そんな個性的なメンバーだった。ナオトは自分と似たような人が集まっている野獣会に、求めていた何かがあると本能的に気付きいつしか「野獣会に入れてくれないか？」と修司に話していた。これを聞いた修司はテストをすると言って、車の屋根に載せたスノコの上にナオトを座らせ車をスタートさせた。

## 出演者
- ナオト:伊﨑右典
- 修司:宮良忍
- 紅子:菅原禄弥
- ポー:歌津圭一郎
- シュシュ:浮田久恵
- りん:石川愛理
- チャラ:鈴木靖英